# 1992年冬季残疾人奥林匹克运动会奥地利代表团
1992年冬季残疾人奥林匹克运动会奥地利代表团是奥地利派出的1992年冬季残疾人奥林匹克运动会代表团。获得8枚金牌、3枚银牌和9枚铜牌。